# The Day Is My Enemy (chanson)
Singles de The Prodigy
Nasty
(2015) Wild Frontier
(2015)
Clip vidéo
[vidéo] « The Day Is My Enemy », sur YouTube
The Day Is My Enemy est une chanson du groupe britannique Prodigy, le track-titre de leur album The Day Is My Enemy sorti le 30 mars 2015.
La chanson a été dévoilée par le groupe le 26 janvier 2015. Pour une seule semaine, celle du 1 au 7 février, elle est entrée dans le classement dance britannique (l'Official Dance Singles Chart Top 40) à la 30e place.
Cette chanson n'est pas sortie en single commercial.

## Classements
| Classement (2015)            | Meilleure position |
| ---------------------------- | ------------------ |
| Royaume-Uni (UK Dance Chart) | 30                 |